# Latillé
Latillé är en kommun i departementet Vienne i regionen Nouvelle-Aquitaine i västra Frankrike. Kommunen ligger i kantonen Vouillé som tillhör arrondissementet Poitiers. År 2022 hade Latillé 1 483 invånare.

## Befolkningsutveckling
Antalet invånare i kommunen Latillé
| Referens: INSEE |